# Тарское городское поселение
Тарское городско́е поселе́ние — муниципальное образование в Тарском районе Омской области Российской Федерации.
Административный центр — город Тара.

## История
Статус и границы городского поселения установлены Законом Омской области от 30 июля 2004 года № 548-ОЗ «О границах и статусе муниципальных образований Омской области».

## Население
| 2002    | 2009    | 2010    | 2011    | 2012    | 2013    | 2014    |
| ------- | ------- | ------- | ------- | ------- | ------- | ------- |
| 26 981  | ↘26 676 | ↗27 408 | ↘27 361 | ↗27 728 | ↗27 827 | ↗27 926 |
| 2015    | 2016    | 2017    | 2018    | 2019    | 2020    | 2021    |
| ↗28 010 | ↗28 102 | ↗28 210 | ↘28 194 | ↘28 069 | ↗28 337 | ↘26 942 |
| 2023    |         |         |         |         |         |         |
| ↗27 209 |         |         |         |         |         |         |

## Состав городского поселения
| № | Населённый пункт                | Тип населённого пункта        | Население |
| - | ------------------------------- | ----------------------------- | --------- |
| 1 | Аэропорт                        | посёлок                       | ↗50       |
| 2 | Пригородное Тарское Лесничество | посёлок                       | ↘40       |
| 3 | Тара                            | город, административный центр | ↘26 874   |